# Gábor István (újságíró, 1908–1944)
Gábor István (Nagyvárad, 1908. szeptember 9. – Nordhausen, 1944. november) magyar újságíró, író.

## Életpályája
Középiskoláit Nagyváradon végezte, 1928-tól Franciaországban és Belgiumban tartózkodott. Az Újságíró Akadémiát, ahová beiratkozott, anyagiak miatt nem tudta elvégezni, alkalmi munkákból élt, néhány cikke ez idő tájt a Volonté és a Weltbühne hasábjain jelent meg. 1930-ban visszatért szülővárosába, ahol a Nagyváradi Napló munkatársa volt. Egy év múlva – Bárdos Lászlóval együtt – a marxizmushoz közel álló Szabad Szó című társadalmi szemle szerkesztője. 1932-ben Turnowsky Sándorral együtt kezdeményezője a Manifestum című harcos antifasiszta kiadványnak, amely a Sallai és Fürst-per kapcsán pellengérre állította a Horthy-rendszert. 1933-ban Erdély Ír címmel antifasiszta havi szemlét indított Nagyváradon, amelynek három száma jelent meg. Ekkor már a Brassói Lapok munkatársa; rövidesen Brassóba költözött, s 1937-től a lap irodalmi mellékletének szerkesztője.
Több publicisztikai írása és novellája jelent meg a Független Újság és Korunk hasábjain, valamint gyűjteményes kötetekben. 1940 őszén egy ellene indított sajtóper elől menekülve Marosvásárhelyre, majd 1942 elején Kolozsvárra költözött. Bory István álnéven a budapesti Kelet Népe és Magyar Nemzet, Körösi István álnéven a kolozsvári Estilap munkatársa. 1944-ben bekapcsolódott a Békepárt munkájába. A német megszállás után Auschwitzba deportálták; az utolsó róla szóló hírek 1944. november 27-ről származnak a nordhauseni lágerből.

## Munkássága
Első írásaiban a polgári humanizmus alapállásából lírai hangvételű cikkekben, de a gúny és szatíra fegyvereit használva leplezi le az emberi szabadság lábbal tipróit. A hitlerizmus hatalomra jutásával radikalizálódik, egyre világosabban látja, hogy a fasiszta erőszakkal aktív ellenállást kell szembeszegezni. Érett írásainak intellektuális publicisztikája Bálint György vallomásaival rokon, a romániai magyar közírás humanista-antifasiszta szárnyához kapcsolódik. Ezt tanúsítja a spanyol polgárháború éveiben Estebano Roberto álnév alatt írt Égő Spanyolország című brosúrája (Nagyvárad 1938) és Erich Kästner magyar fordításban kiadott verseskötetének előszava is (Merre? Budapest, é. n.). A Brassói Lapok Ajándékregénytárában jelent meg A Fekete macska szálloda című kisregénye (Brassó 1935), művészi portrét közölt Ember, aki talán csak figura címmel a Korunkban (1939/4). Önéletrajzi regénye a budapesti Cserépfalvi Könyvkiadónál várta megjelenését, de az 1944-es német megszállás után elveszett.